# Lefortovský tunel
Lefortovský tunel (rusky Лефо́ртовский тонне́ль) je silniční tunel na jihovýchodě Moskvy, součást třetího silničního okruhu. Se svojí délkou 3,2 km se jedná o pátý nejdelší městský tunel v Evropě. Překonává řeku Jauzu a Lefortovský park.
Tunel je tvořen dvěma tubusy, které se postupně snášejí od výjezdových ramp až k hloubce třiceti metrů. V severní jsou k dispozici celkem tři jízdní pruhy, v jižní pak čtyři. Za hodinu tunelem projede průměrně 3 800 vozidel.[zdroj?]
Lefortovský tunel byl vybudován poté, co se místní obyvatelstvo z rajónu Lefortovo začalo bouřit proti případné nadzemní trase, tj. estakádě. Jako vhodné řešení bylo tedy vést celou trasu v podzemí. Výstavba tunelu probíhala v letech 2001-2003., náklady dosáhly 600 milionů tehdejších USD.
Lefortovský tunel se proslavil po světě hlavně díky problémům s těsněním a pronikáním vody v zimním období. Záběry z provozu a také řada nehod, ke kterým díky námraze, vysoké rychlosti a hustému provozu došlo, vynesly stavbě přezdívku "tunel smrti". V tunelu je sice omezena rychlost na 60 km/h, to však není na rovném a přehledném úseku často dodržováno. Z hlediska počtu nehod tak tento úsek jasně vyniká.